# Marion Poschmann
Marion Poschmann, née le 15 décembre 1969 à Essen, est une poétesse, écrivaine et parolière allemande.

## Biographie
Marion Poschmann naît le 15 décembre 1969 à Essen. Elle grandit à Essen et à Mülheim. De 1989 à 1995, elle effectue des études supérieures en allemand, philosophie et études slaves, dans un premier temps à Bonn, puis à Berlin à partir de 1992. Elle complète ce parcours en 1994 en étudiant l'écriture scénique à l'académie des arts de Berlin. 
Après ses études , entre 1997 et 2003, elle enseigne l'allemand. Puis elle renonce à un projet de thèse sur Friederike Mayröcker et Francis Bacon pour se consacrer à ses créations littéraire, aidée par quelques bourses obtenues d'institutions allemandes. Elle s'installe ensuite à Berlin. Elle écrit de la poésie et de la prose et est membre du PEN-Club Allemagne (en), une association d'écrivains basée à Mannheim, qui fait partie de l'association mondiale des écrivains, fondée à Londres en 1921, et connue sous le nom de PEN club.
Dès 2002, un premier roman, Baden bei Gewitter, est publié, ainsi, la même année, qu'un recueil de poésie Verschlossene Kammern. Les deux œuvres sont remarquées par les critiques littéraires allemands. En septembre 2004, un autre recueil de poésie, Grund zu Schafen est publié. Il est considéré comme le point de départ d'une nouvelle poésie allemande sur la nature. Les parutions s'enchaînent ensuite régulièrement, ainsi que différentes distinctions et prix,. En 2005, son roman Schwarzweißroman est à la fois nommé pour le prix du livre allemand, et se voit attribuer un autre prix, le Literaturpreis Ruhrgebiet. Le roman Hundenovelle est publié en 2008. En 2010, le recueil de poésie Geistersehen, remporeé le prix Ernst Meister de poésie. En 2013, elle diffuse un nouveau roman, Die Sonnenposition, pour lequel elle reçoit le prix Wilhelm Raabe de littérature (de)  et est à nouveau nommée pour le prix du livre allemand.
En 2015, elle se voit confier une chaire de poésie à l'université de Bonn et est poète en résidence au semestre d'été 2015 à l'université de Duisbourg et Essen. En 2017, elle publie un récit romanesque assez court, Die Kieferninseln, qui est traduit en plusieurs langues dont l'anglais, mais aussi en français par Bernard Lortholary sous le titre Les Îles aux Pins (paru chez Stock, en 2019),. Ce roman reçoit là encore différents prix, est à nouveau finaliste du prix du Livre allemand, et est nommé pour le prix international Man-Booker.

## Œuvres
La plupart de ses œuvres ne sont pas traduites en français.
- Baden bei Gewitter, roman, 2002
- Verschlossene Kammern, poèmes, 2002
- Grund zu Schafen, poèmes, 2004
- Schwarzweißroman, 2005
- Hundenovelle, 2008
- Geistersehen, poèmes, 2010
- Die Sonnenposition, roman, 2013
- Mondbetrachtung in mondloser Nacht. Über Dichtung, 2016
- Geliehene Landschaften. Lehrgedichte und Elegien, 2016
- Die Kieferninseln, roman, 2017 (traduit en français par Bernard Lortholary sous le titre Les Îles aux Pins, Stock, 2019)